# Güigüe (Venezuela)
Pour les articles homonymes, voir Guigue.
Güigüe est une ville de l'État de Carabobo au Venezuela, capitale de la paroisse civile de Güigüe et chef-lieu de la municipalité de Carlos Arvelo.

## Patrimoine
La ville abrite notamment l'abbaye de Güigüe.